# Giannoulis Larentzakis
Giannoulis Larentzakis (Maroussi, 22 de septiembre de 1993) es un jugador de baloncesto griego que pertenece a la plantilla del Olympiakos B. C. de la A2 Ethniki. Con 1,96 metros de estatura, juega tanto en la posición de escolta como en la de alero.

## Trayectoria deportiva
Debutó en la máxima competición griega en 2011 con el Ikaros, y a continuación firmó por el Aris, que lo cedió al Kolossos por dos temporadas, equipo en el que en su segundo año consiguió 11.9 puntos, 4.2 rebotes y 2.9 asistencias por partido.
En verano de 2016, fichó por el CAI Zaragoza procedente del Kolossos. El escolta, que había firmado por cuatro temporadas, semanas más tarde, se desvincula tras el pago de una cantidad que rondaría los 25.000 euros, tras haber llegado a un acuerdo con el AEK de Atenas para el pago de su cláusula de rescisión.
Durante las 3 temporadas en las filas del AEK Atenas BC, ganaría la Basketball Champions League y la Copa griega en 2018.
En septiembre de 2019 tras disputar el Mundial de Baloncesto 2019 de China se compromete con el UCAM Murcia CB de la Liga ACB, firmando un contrato por dos temporadas. Durante la temporada 2019-20 aportó un promedio de 8.7 puntos y 2.8 rebotes por partido en la Liga Endesa.
En julio de 2020, se hace oficial su traspaso al Olympiakos B. C. de la A2 Ethniki por tres temporadas.

## Selección nacional
Internacional en las categorías inferiores de la selección  griega, destacó en anotación en los Eurobasket Sub-18 de 2009 y en el Sub-20 de 2012.
En septiembre de 2019 disputa el Mundial de Baloncesto 2019 de China con la selección de baloncesto de Grecia, en la que promedia 4,5 puntos en 9,5 minutos por partido.
En septiembre de 2022 disputó con el combinado absoluto griego el EuroBasket 2022, finalizando en quinta posición.
Durante agosto y septiembre de 2023 fue integrante de la selección de Grecia que participó en el Mundial de 2023 celebrado en Asia, y que finalizó en decimoquinto lugar.
Entre julio y agosto de 2024 fue parte de la selección absoluta de Grecia, que disputó los Juegos Olímpicos de París, finalizando en octava posición.